# Gli spari sopra (tour)
Gli spari sopra tour è una tournée del cantautore italiano Vasco Rossi.
È uno dei tour più lunghi di Vasco: 44 date in sei mesi, da aprile a settembre.
Il tour è diviso in diverse parti: aprile-maggio nei palasport delle principali città italiane, giugno-luglio nei grandi stadi e agosto-settembre in città di medie dimensioni. Il 3 aprile, in uno dei capannoni della Fiera Campionaria di Milano, Vasco tiene un concerto di prova in vista del tour; il 16 e 17 aprile Vasco si esibisce in Svizzera (a Losanna e a Kloten). Il tour parte ufficialmente il 20 aprile dal Palasport di Treviso, di fronte a 6.000 spettatori. Quindi, di seguito, vengono toccati i Palasport di molte città italiane: il 23 aprile Milano, il 26 Roma, il 27 Caserta, il 30 Reggio Calabria, il 3 e 4 maggio Acireale, il 7 Montecatini, l'8 Brescia, l'11 Genova. La prima parte del tour si conclude il 12 maggio al Palaruffini di Torino.
La seconda parte del tour, quella dedicata ai grandi stadi, apre ufficialmente il 4 giugno allo stadio comunale di Bergamo davanti a 32.000 spettatori; dopo la replica il 5 giugno di Bergamo, in 50.000 assistono, il 9 giugno, al concerto di Torino allo Stadio delle Alpi; poi il tour prosegue il 12 giugno allo Stadio Friuli di Udine, il 15 allo Stadio Castellani di Empoli, il 19 allo Stadio Dall'Ara di Bologna, il 22 allo Stadio Flaminio di Roma, il 26 allo Stadio Del Duca di Ascoli Piceno, il 30 allo Stadio San Paolo di Napoli, il 2 luglio allo Stadio San Nicola di Bari e infine il 6 luglio allo Stadio Renato Curi di Perugia. In particolare il concerto di Bologna, a cui hanno assistito 35.000 persone, verrà registrato e pubblicato come VHS dal titolo "Gli Spari Sopra tour"; nel 2006 il video verrà rimasterizzato in DVD.
La terza parte del tour, dedicata alle città di medie dimensioni, prevalentemente luoghi di villeggiatura, parte il 3 agosto da Albenga e si conclude il 20 dello stesso mese a Monopoli; in mezzo ci sono i concerti di La Spezia, Rimini, Civitanova Marche, Pescara, Nettuno, Catanzaro e Lecce. L'enorme successo del tour induce Vasco ad aggiungere altre date sul finire dell'estate.
Così, con il concerto di Modena allo Stadio Alberto Braglia del 2 settembre, si apre la quarta ed ultima parte del tour; che prosegue a Bassano del Grappa, Vercelli, Varese, Locarno in Svizzera, Verona e Susa. Chiude il tour nei Palasport delle grandi città: il 20 settembre è la volta di Firenze, il 21 di Roma, il 25 Cava dei Tirreni, 28 e 29 il Forum di Assago a Milano dove si chiude il trionfale tour, che alla fine conta la presenza di quasi 900.000 spettatori complessivi.

## Le date
| Data              | Città              | Luogo                           | Note                               |
| ----------------- | ------------------ | ------------------------------- | ---------------------------------- |
| 3 aprile 1993     | Milano             | Fiera campionaria               | soundcheck                         |
| 16 aprile 1993    | Losanna (Svizzera) | Patinoire de Malley             |                                    |
| 17 aprile 1993    | Kloten (Svizzera)  | Eishalle                        |                                    |
| 20 aprile 1993    | Villorba           | PalaVerde                       |                                    |
| 23 aprile 1993    | Milano             | Forum di Assago                 |                                    |
| 26 aprile 1993    | Roma               | PalaEur                         |                                    |
| 27 aprile 1993    | Caserta            | PalaMaggiò                      |                                    |
| 30 aprile 1993    | Reggio Calabria    | PalaPentimele                   |                                    |
| 3 maggio 1993     | Acireale           | PalaTupparello                  |                                    |
| 4 maggio 1993     | Acireale           | PalaTupparello                  |                                    |
| 7 maggio 1993     | Montecatini Terme  | PalaTerme                       |                                    |
| 8 maggio 1993     | Brescia            | PalaEib                         |                                    |
| 11 maggio 1993    | Genova             | Palasport                       |                                    |
| 12 maggio 1993    | Torino             | PalaRuffini                     |                                    |
| 4 giugno 1993     | Bergamo            | Stadio Comunale                 |                                    |
| 5 giugno 1993     | Bergamo            | Stadio Comunale                 |                                    |
| 9 giugno 1993     | Torino             | Stadio delle Alpi               |                                    |
| 12 giugno 1993    | Udine              | Stadio Friuli                   |                                    |
| 15 giugno 1993    | Empoli             | Stadio Carlo Castellani         |                                    |
| 19 giugno 1993    | Bologna            | Stadio Renato Dall'Ara          |                                    |
| 22 giugno 1993    | Roma               | Stadio Flaminio                 |                                    |
| 26 giugno 1993    | Ascoli Piceno      | Stadio Cino e Lillo Del Duca    |                                    |
| 30 giugno 1993    | Napoli             | Stadio San Paolo                |                                    |
| 3 luglio 1993     | Bari               | Stadio San Nicola               |                                    |
| 6 luglio 1993     | Perugia            | Stadio Renato Curi              |                                    |
| 3 agosto 1993     | Albenga            | Stadio Annibale Riva            |                                    |
| 4 agosto 1993     | La Spezia          | Stadio Alberto Picco            |                                    |
| 7 agosto 1993     | Rimini             | Stadio Romeo Neri               |                                    |
| 8 agosto 1993     | Civitanova Marche  | Polisportivo Comunale           |                                    |
| 11 agosto 1993    | Pescara            | Stadio Adriatico                |                                    |
| 12 agosto 1993    | Nettuno            | Stadio comunale Celestino Masin |                                    |
| 14 agosto 1993    | Firenze            | Stadio Artemio Franchi          | data annullata                     |
| 16 agosto 1993    | Catanzaro          | Stadio Nicola Ceravolo          |                                    |
| 17 agosto 1993    | Lecce              | Stadio Via del Mare             |                                    |
| 20 agosto 1993    | Monopoli           | Stadio Vito Simone Veneziani    |                                    |
| 30 agosto 1993    | Viterbo            | Stadio Enrico Rocchi            |                                    |
| 2 settembre 1993  | Modena             | Stadio Alberto Braglia          |                                    |
| 3 settembre 1993  | Bassano del Grappa | Stadio Rino Mercante            |                                    |
| 6 settembre 1993  | Vercelli           | Stadio Leonida Robbiano         |                                    |
| 10 settembre 1993 | Varese             | Ippodromo Le Bettole            |                                    |
| 11 settembre 1993 | Locarno (Svizzera) | Piazza Grande                   |                                    |
| 17 settembre 1993 | Verona             | Stadio Marcantonio Bentegodi    |                                    |
| 18 settembre 1993 | Susa               | Autoparco                       |                                    |
| 20 settembre 1993 | Firenze            | Stadio Artemio Franchi          |                                    |
| 21 settembre 1993 | Roma               | PalaEur                         |                                    |
| 24 settembre 1993 | Firenze            | Palasport                       | data annullata                     |
| 25 settembre 1993 | Cava dei Tirreni   | Stadio Simonetta Lamberti       |                                    |
| 28 settembre 1993 | Milano             | Forum di Assago                 |                                    |
| 29 settembre 1993 | Milano             | Forum di Assago                 | inizialmente prevista il 23 giugno |
| 30 settembre 1993 | Milano             | Forum di Assago                 |                                    |
| 4 novembre 1993   | Firenze            | Palasport                       |                                    |

## Scaletta
1. Intro 1993
2. Lo show
3. Delusa
4. L'uomo che hai di fronte
5. Hai ragione tu
6. Medley rock (Credi Davvero, Dimentichiamoci Questa Città, Ieri Ho sgozzato Mio Figlio, Sono Ancora In Coma, Asilo Republic)
7. Alibi
8. Gli spari sopra
9. Gabri
10. Va bene, va bene così
11. Brava Giulia
12. Toffee
13. Canzone
14. Domani si adesso no
15. Vivere senza te
16. Vivere
17. C'è chi dice no
18. Vita spericolata
19. Non appari mai
20. Stupendo
21. Ci credi
22. Liberi liberi
23. Interludio Andrea Braido e Maurizio Solieri
24. Mi si escludeva
25. Bollicine
26. Siamo solo noi
27. Dillo alla luna
28. Albachiara

## Musicisti
- Andrea Braido - chitarra solista
- Maurizio Solieri - chitarra solista
- Nando Bonini - chitarra ritmica
- Claudio Golinelli - basso
- Alberto Rocchetti - tastiere
- Daniele Tedeschi - batteria
- Andrea Innesto - fiati